# 趙宗懿
趙宗懿，北宋宗室。宋太宗曾孙，赵元份之孙，赵允让长子，宋英宗的异母兄。
至和二年（1055年），右武衛大將軍、永州團練使趙宗懿进上所撰詩賦，宋仁宗特任命赵宗懿領和州防御使。嘉祐六年（1061年），赵宗懿葬其父濮安懿王时，以本命日，而不臨穴。当時任守忠護濮王葬事，凌蔑濮王諸子，得到贿赂近萬緡，贪心未厭。任守忠告发趙宗懿，使其获罪。降郢州防禦使宗懿為信州團練使。宋英宗時，趙宗懿為宿州團練使，封和國公。宋神宗以趙宗懿是濮安懿王元子，追封舒王。

## 诸子
- 赵仲鼎，太子右内率府副率，无子
- 赵仲矫，太子右内率府副率，无子
- 赵仲辰，赠右屯卫大将军
- 赵仲鸞，常州防禦使，贈武康軍節度使、洋國公，謚良
- 赵仲隗，榮國公，謚僖惠
- 赵仲汾，萊州防禦使，贈昭化軍節度使、榮國公，謚僖安，惠国公趙不淩的祖父